# Whitesands
Whitesands hay White Sands là một ngôi làng trên đảo Tanna của Vanuatu. Đây là một điểm du lịch đang phát triển.